# Mary Morales
Mary Mora Morales es una política venezolana, diputada suplente de la Asamblea Nacional por el estado Mérida.

## Carrera
Morales fue electa como diputada suplente por la Asamblea Nacional por el estado Mérida para el periodo 2016-2021 en las elecciones parlamentarias de 2015, en representación de la Mesa de la Unidad Democrática (MUD).